# Bromus inermis
Bromus inermis là một loài thực vật có hoa trong họ Hòa thảo. Loài này được Leyss. mô tả khoa học đầu tiên năm 1761.

## Hình ảnh

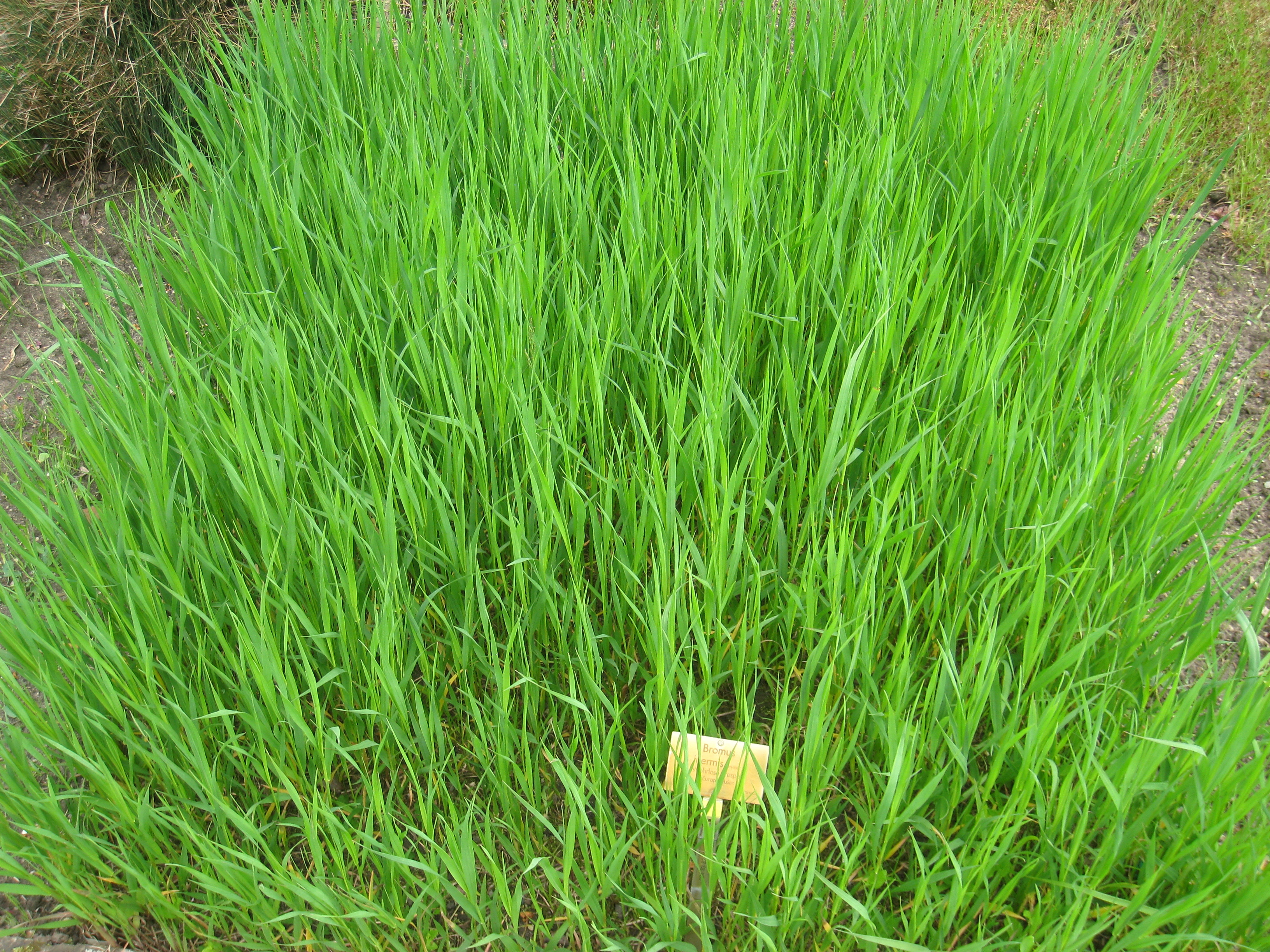
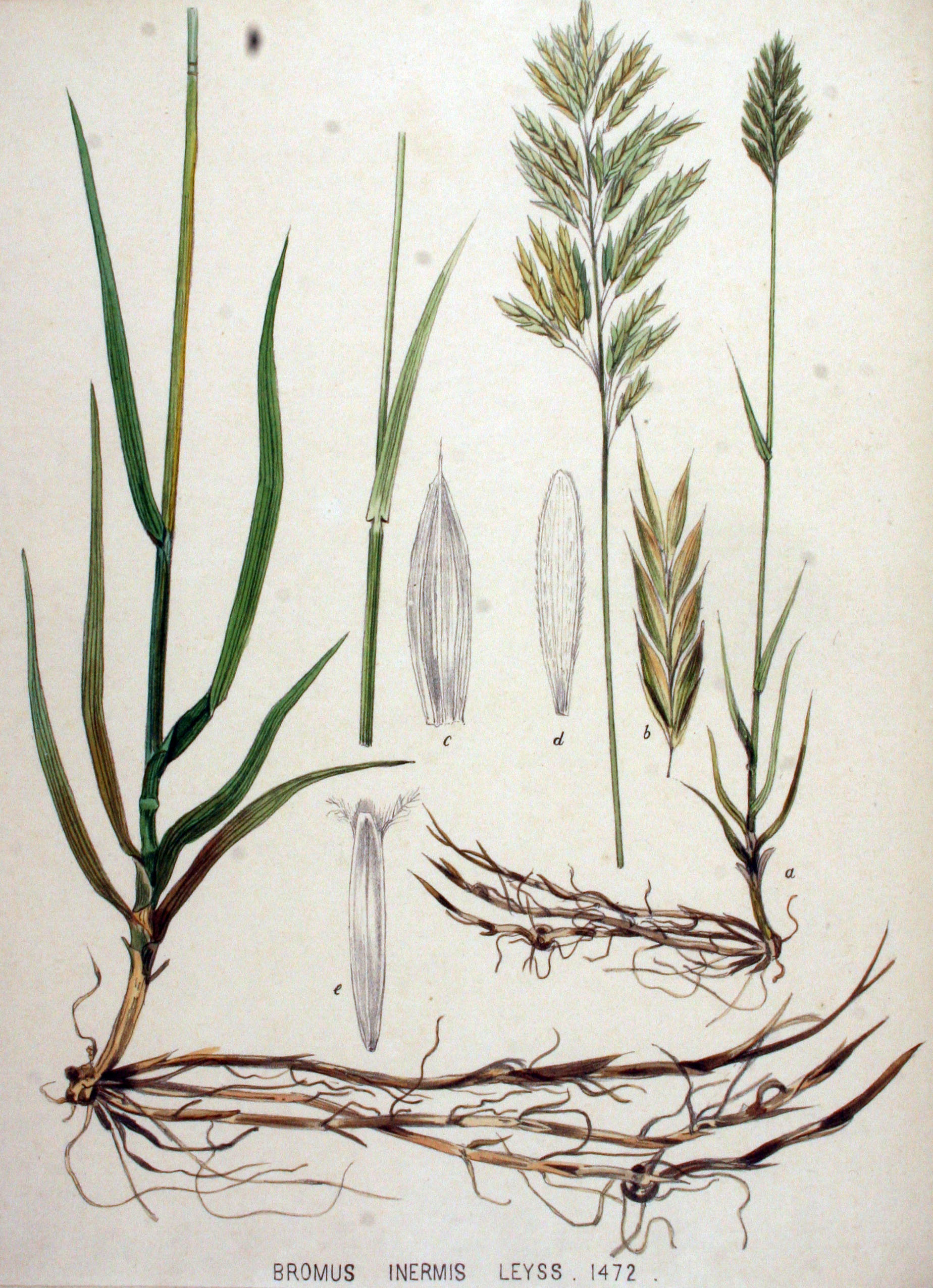
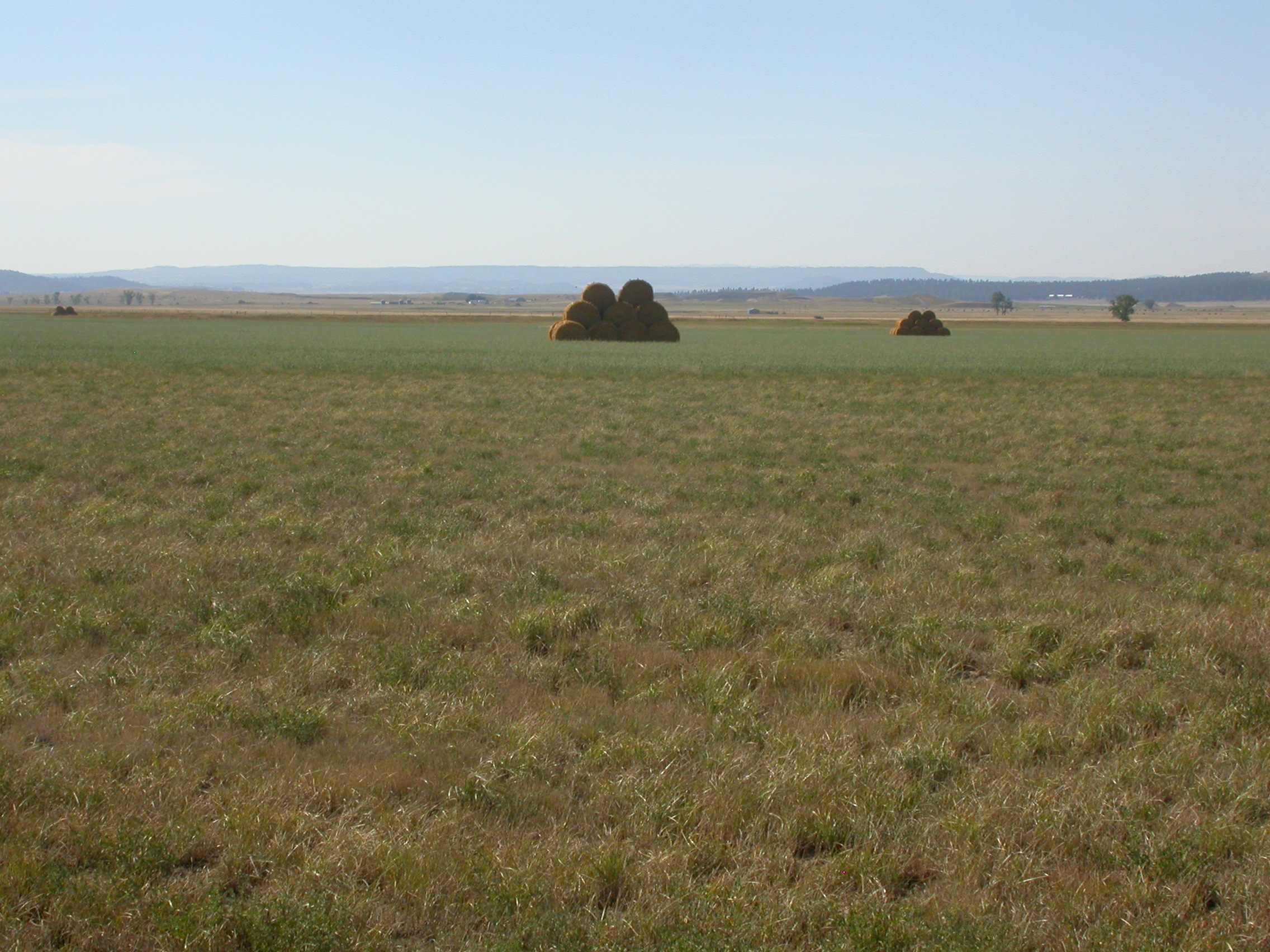
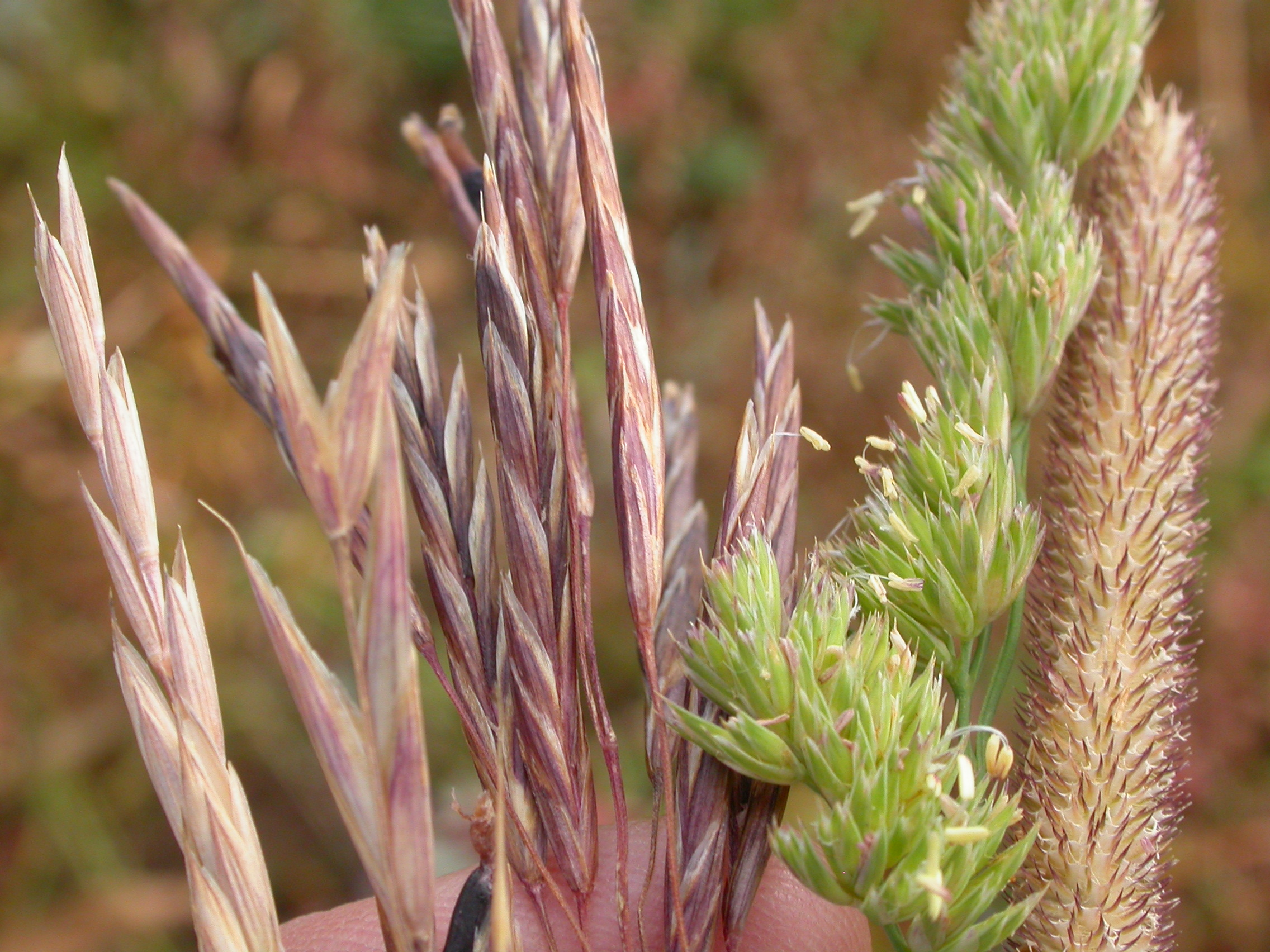